# Краснов, Иван Иванович (старший)
Иван Иванович Краснов (1802—14 апреля 1871) — русский военачальник, генерал-лейтенант (06.12.1854), командир лейб-гвардии Казачьего полка (1843-1848). Герой русско-турецкой войны 1828-1829 годов и Польской кампании 1831 года, руководитель обороны Таганрога от англо-французского десанта. Писатель.

## Биография
Родился в 1802 году (по другим данным — в 1800 году), внук генерал-майора Ивана Козьмича Краснова, сподвижника А. В. Суворова и М. И. Платова, воспитанник благородного пансиона при Харьковском университете.
Начал военную службу в 1818 году в Казачьем лейб-гвардии полку; через три года был назначен адъютантом командира 2-го кавалерийского корпуса графа В. В. Орлова-Денисова.
В 1828—1829 годах участвовал в русско-турецкой войне и в 1831 году в усмирении Польского мятежа. Вернувшись после этого на родину, на Дон, занимался общественными делами и мало-помалу стал центром более образованной части донцов, особенно учащейся молодежи, для которой в то же время был и щедрым благотворителем.
В 1838 году Краснов был выбран старшим членом войскового правления, то есть помощником атамана по гражданской части. В 1841 и 1842 годах — состоял походным атаманом донских казачьих полков, служивших на Кавказе и составил за время своего пребывания там неопубликованные «Записки о Кавказской войне» (небольшой фрагмент напечатан в № 8 «Военного сборника» за 1875 год).
В 1843—1848 годах был командиром лейб-гвардии Казачьего полка, а с 1849 года служил преимущественно по выборам дворянства. 26 ноября 1847 года за беспорочную выслугу 25 лет в офицерских чинах он был награждён орденом Святого Георгия 4-й степени (№ 7733 по кавалерскому списку Григоровича — Степанова).
В Крымскую войну, в звании походного атамана донских полков Крымской армии, успешно защищал от англо-французского десанта Таганрог и его окрестности.
В 1856 году был назначен окружным генералом 4-го военного округа Донского казачьего войска; 31 января 1868 года, в день 50-летия службы в офицерских чинах, зачислен в списки лейб-гвардии Казачьего полка.
Прерванная Крымской кампанией общественная деятельность Краснова в 1856 году возобновилась с новой силой. Хорошо понимая устарелость прежних форм быта донского войска, он много сделал для его устройства и преобразования. Одним из орудий для этой деятельности служила для него публицистика. В статьях, которые печатал он сначала в «Донских войсковых ведомостях», а потом в «Военном сборнике» и других периодических изданиях, он постоянно указывал на то, что казачество не может оставаться в прежнем состоянии, и стремление сохранить его во что бы то ни стало Краснов называл «казакоманией». Наиболее крупные работы его о донском войске следующие:
- О донской казачьей службе // «Военный сборник», 1875, № 8
- Низовые и верховые донские казаки // «Военный сборник», 1858, № 2
- Донцы на Кавказе. Учреждение на Кавказе постоянных штабов донских казачьих полков // «Военный сборник», 1861, № 9
- Оборона Таганрога и берегов Азовского моря в 1855 // «Военный сборник», 1862, № 8 (отдельное издание: СПб., 1862)
- О народности в Донском войске (Местный патриотизм в Донском войске) // «Современная летопись», 1865, № 16
- В ответ на предложение о формировании казачьих полков // «Военный сборник», 1865, № 11

Некоторые из названных статей имеют и значительный исторический интерес; в этом отношении наиболее любопытны его «Записки», послужившие материалом для истории лейб-гвардии Казачьего полка. Литературную деятельность Краснов начал с писания стихов, из которых некоторые, как например «Тихий Дон», «Князь Василько», пользовались в своё время большим успехом.
Умер 14 апреля 1871 года.

## Награды
Российские:
- Орден Святого Владимира 4-й степени с бантом (8 февраля 1829)
- Золотая сабля с надписью «За храбрость» (22 сентября 1829)
- Орден Святой Анны 2-й степени (19 октября 1831)
- Знак отличия за военное достоинство 3-й степени (1831)
- Императорская корона к ордену Святой Анны 2-й степени (25 сентября 1832)
- Бриллиантовый перстень (1833)
- Знак отличия беспорочной службы за XX лет (1841)
- Орден Святого Владимира 3-й степени (7 февраля 1842)
- Орден Святого Станислава 1-й степени (20 февраля 1844)
- Орден Святой Анны 1-й степени (6 декабря 1847)
- Орден Святого Георгия 4-й степени за 25 лет выслуги в офицерских чинах (26 ноября 1847)
- Орден Святого Владимира 2-й степени за отличие при обороне Таганрога (1855)
- Орден Белого Орла (31 января 1868)

Иностранные награды в послужном списке И. И. Краснова отсутствуют.

## Семья
Иван Иванович Краснов был женат на Александре Карловне фон Гандтвиг, из остзейского дворянского рода, дочери генерал-майора Карла Карловича фон Гандтвига, начальника Нерчинских заводов. Известно, что к 1844 году у четы Красновых было шестеро детей:
- Михаил (род. 29 июля 1828);
- Надежда (род. 4 декабря 1830);
- Николай (род. 17 января 1833);
- Любовь (род. 20 марта 1835);
- Вера (род. 17 декабря 1836);
- Иван (род. 4 мая 1838).